# Hercostomus spiniger
Hercostomus spiniger är en tvåvingeart som beskrevs av Yang 1997. Hercostomus spiniger ingår i släktet Hercostomus och familjen styltflugor. Inga underarter finns listade i Catalogue of Life.